# Воспоминания и размышления
«Воспомина́ния и размышле́ния» — книга мемуаров советского военачальника, Маршала Советского Союза Георгия Константиновича Жукова. Впервые опубликована в 1969 году, многократно переиздавалась.

## Содержание
излагается по изданию 1970 г. АПН, Москва
В мемуарах Георгий Константинович Жуков вспоминает свою жизнь, пытается дать ей оценку. Описывая своё детство, он пишет о нелёгком крестьянском труде, вспоминая, как впервые пошел на жатву с отцом, заработал первые мозоли, и как впервые познал несправедливость:
…Вдруг вдали показались какие-то ярко освещенные многоэтажные здания. — Дядя, что это за город? — спросил я у пожилого мужчины, стоявшего у вагона. — Это не город, паренек. Это наро-фоминская ткацкая фабрика Саввы Морозова. На этой фабрике я проработал 15 лет, — грустно сказал он, —  а вот теперь не работаю…Каждый раз, проезжая мимо проклятой фабрики, не могу спокойно смотреть на это чудовище, поглотившее моих близких…
Описывая свою работу в мастерской, Георгий Константинович Жуков пишет о том, каким унижениям и побоям подвергались ученики (Гл. воспоминание о приказчике Василии Данилове). Особо интересны замечания о Первой мировой войне.
Будучи призванным в 1915 г., будущий маршал не испытывал особого энтузиазма, «так как на каждом шагу в Москве встречал несчастных калек, вернувшихся с фронта, и тут же видел, как рядом по-прежнему широко и беспечно жили сынки богачей».
В мемуарах особо указывается, что служба в кавалерии была воспринята Жуковым радостно, он подчеркивает, что обучение было на хорошем уровне, но недостатком служила пропасть между солдатами и офицерами, отсутствие единства (размышление об унтер-офицерском составе), отсутствие мотивации солдат в участии в войне:
Беседуя с солдатами, я понял, что они не горят желанием «нюхать порох», не хотят войны. У них были уже иные думы — не о присяге царю, а о земле, мире и о своих близких.
Последовавшую после революции Гражданскую войну Жуков описывает более хронологически, указывая, что одним из факторов поражения Красной Армии была её слабая подготовка, особенно солдат-новобранцев и курсантов.
Как одним из важных результатов, маршал называет единение армии и народа, руководящей роли партии в военных вопросах.
Последующие главы описаны более схематично, много данных, а также воспоминаний об офицерах и соратниках. Можно отметить воспоминания о командовании Киевским округом. Так, например, Георгий Константинович пишет о том, «что же представляла наша Красная Армия в то тревожное время? (канун Великой Отечественной войны)», где на основании многих источников (заседаний и совещаний), с одной стороны признается готовность армии к боевой готовности в течение 4—6 часов, возможность быстрой переброски солдат и техники от 8—20 часов, с другой — недостаточность военной подготовки
Канун войны отдельно описывается маршалом. Он пишет о состоянии армии накануне вторжения — перемены в военно-промышленном секторе, ситуацию в стрелковых войсках, артиллерии, инженерных войсках и в войсках связи, ситуацию в авиации и ПВО. Особое внимание уделяется тактике. Г. К. Жуков пишет:

Военная стратегия строилась главным образом на правильном утверждении, что только наступательными действиями можно разгромить агрессора. В то же время другие варианты борьбы — встречные сражения, вынужденные отступательные действия, бои в условиях окружения… — рассматривались недостаточно основательно.
Начавшаяся Великая Отечественная война занимает большую часть мемуаров. В главах посвящённых началу Войны, Жуков неоднократно говорит о своей ответственности:

Надо признать также, что определенную долю ответственности за недостатки в подготовке вооруженных сил к началу военных действий несут нарком обороны и ответственные работники Наркомата обороны. Как бывший начальник Генерального штаба и ближайший помощник наркома, не могу снять с себя вины за эти недостатки и я. (Гл. 11)

В частности, он утверждает, что не участвовал в подготовке Директивы № 3, так как был послан в 13:00 22 июня на Юго-Западный фронт и в 14:00 уже летел в Киев.
Однако в соответствии с журналом посещений И. В. Сталина, Жуков, с 14:00 до 16:00 22 июня находился в кабинете Сталина в Кремле.
Здесь и хронологическое описание событий, но что важнее и воспоминания о действиях высшего руководства страны в те трагические годы. Вот как описывается ситуация вокруг Киева:

…Я не ответил и продолжал: «Юго-Западный фронт необходимо целиком отвести за Днепр. За стыком Центрального и Юго-Западного фронтов сосредоточить резервы не менее пяти усиленных дивизий». — «А как же Киев?» — спросил И. В. Сталин. Я понимал, что означали два слова: «Сдать Киев» для всех советских людей и для И. В. Сталина. Но я не мог поддаваться чувствам, а, как человек военный, обязан был предложить единственно возможное, на мой взгляд, решение в сложившейся обстановке. — «Киев придется оставить, — ответил я. — На западном направлении нужно немедленно организовать контрудар с целью ликвидации ельнинского выступа. Этот плацдарм противник может использовать для удара на Москву». — «Какие там ещё контрудары, что за чепуха? — вспылил И. В. Сталин. — Как вы могли додуматься сдать врагу Киев?». Я не смог сдержаться и ответил: «Если вы считаете, что начальник Генерального штаба способен только чепуху молоть, тогда ему здесь делать нечего…»

## Список глав
- Глава первая. О детстве и юности
- Глава вторая. Служба солдатская
- Глава третья. Участие в гражданской войне
- Глава четвёртая. Командование полком и бригадой
- Глава пятая. В инспекции кавалерии РККА, командование 4-й кавалерийской дивизией
- Глава шестая. Командование 3-м кавалерийским и 6-м казачьим корпусами
- Глава седьмая. Необъявленная война на Халхин-Голе
- Глава восьмая. Командование Киевским особым военным округом
- Глава девятая. Накануне Великой Отечественной войны
- Глава десятая. Начало войны
- Глава одиннадцатая. От Ельни до Ленинграда
- Глава двенадцатая. Битва за Москву
- Глава тринадцатая. Суровые испытания продолжаются (1942 год)
- Глава четырнадцатая. Разгром фашистских войск в районе Сталинграда
- Глава пятнадцатая. Разгром фашистских войск в районе Курска, Орла, Харькова
- Глава шестнадцатая. В битвах за Украину
- Глава семнадцатая. Разгром фашистских войск в Белоруссии и окончательное изгнание их с Украины
- Глава восемнадцатая. На берлинском направлении
- Глава девятнадцатая. Берлинская операция
- Глава двадцатая. Безоговорочная капитуляция фашистской Германии
- Глава двадцать первая. Первые шаги Контрольного совета по управлению Германией. Потсдамская конференция
- Заключение. О том, без чего не могло быть победы

## Издания
- 1969 — 1 издание (752 стр. тираж 100 000 экземпляров, 736 стр. тираж 400 000 экземпляров)
- 1970 — 1 издание (704 стр. дополнительный тираж 600 000 экземпляров)
- 1971 — 1 издание (704 стр. дополнительный тираж 200 000 экземпляров)
- 1972 — 1 издание (704 стр. дополнительный тираж 200 000 экземпляров)

После смерти Жукова его мемуары многократно переиздавались:
- 1974 — 2 издание (В двух томах — 432, 448 стр. — тираж 300 000 экземпляров)
- 1979 — 3 издание (390 стр.)
- 1979 — 4 издание (383 стр.)
- 1983 — 5 издание (В трёх томах — 984 стр.) — тираж 100 000 экземпляров
- 1984—1985 — 6 издание (В трёх томах — 981 стр.)
- 1986 — 7 издание
- 1987 — 8 издание
- 1988 — 9 издание (В трёх томах — 960 стр.) — тираж 100 000 экземпляров
- 1990 — 10 издание. Самое первое исправленное и дополненное по рукописи автора. Все последующие воспроизводят именно его. (В трёх томах — 1152 стр. (в переплёте), 1134 стр. (в обложке 384, 366, 384 стр.) — тираж 300 000 экземпляров)
- 1992 — 11 издание (В трёх томах — 1159 стр.)
- 1995 — 12 издание (В трёх томах — 1164 стр.)
- 2002 — 13 издание (В двух томах — 830 стр.)
- 2010 — 14 издание (В двух томах — 960 стр.) — тираж 1000 экземпляров
- 2013 — 15 издание (В двух томах — 832 стр.) — тираж 4000 экземпляров

## Рукопись
Первоначальная редакция книги хранится в фонде Маршала Советского Союза Г. К. Жукова РГВА (1923—1973 гг.) (Фонд 41107. Оп.1. Д.: 9, 10, 12). Глава о битве под Москвой из этой рукописи была опубликована в 1994 году в сборнике Московского городского архива «Г. К. Жуков в Битве под Москвой».
Изданное в 1990 году АПН 10-е издание было дополнено на основе этой рукописи.
В подготовке рукописи автору помогала Клавдия Евгеньевна Семёнова. Также маршал выразил благодарность:
…генералам и офицерам Военно-научного управления Генерального штаба Советских Вооруженных Сил и Института военной истории, начальникам отделов Министерства обороны СССР полковнику Никите Ефимовичу Терещенко и полковнику Петру Яковлевичу Добровольскому, а также редакторам Издательства Агентства печати Новости Анне Давыдовне Миркиной, Виктору Александровичу Ерохину и всем тем, кто подготовил мою рукопись к печати.
Особую благодарность я хочу выразить за большую творческую помощь в создании этой книги Вадиму Герасимовичу Комолову.

## Вмешательство цензуры
По свидетельствам бессменного редактора всех двенадцати изданий книги Анны Давыдовны Миркиной и директора издательства АПН Алексея Валерьевича Пушкова в первоначальной рукописи вымарывались целые главы, куски, абзацы, фразы, слова. Изъятия из книги касаются, в частности, таких тем, как репрессии против военных кадров, оценки Сталина. В общей сложности в печать не пропустили 100 страниц машинописного текста. Начиная с десятого издания, вышедшего в 1990 г., все купюры восстановлены. Л. И. Брежнев также захотел попасть в мемуары Жукова, но Брежнева Жуков за время войны не видел ни разу. Однако Жукову «предложили» написать, что при обсуждении возможности расширения новороссийского плацдарма маршал заехал посоветоваться с начальником политического отдела 18-й армии Брежневым, но не застал его, поскольку тот «как раз находился на „Малой земле“, где шли тяжелейшие бои». Жуков хотя и согласился с данной вставкой, понимая, что без неё не удастся выпустить книгу в печать, но тем не менее отметил: «Ну, ладно, умный поймёт».
История мемуаров подробно изложена в разделе сборника документов «Георгий Жуков», изданном в 2001 году Международным Фондом «Демократия» (Альманах Международного фонда А. Н. Яковлева «Россия. XX век»).

## Комментарии
1. ↑  Такая политика была обусловлена противоречиями между крупнейшими державами, подписанием двух Мюнхенских договоров и т. д. Несмотря на объявление Великобританией и Францией войны Германии (в 1939), военных действий не будет, и Польша будет захвачена фашистами, т. н. Странная война

## В кино
- Книга была использована в сценарии к фильму "Битва за Москву" (1985).